# Monte Brooker
El monte Brooker (en inglés: Mount Brooker) es una montaña de 1880 m s. n. m. de alto a la cabeza del glaciar Webb y que forman la última cumbre importante en la parte sureste de la Cordillera de San Telmo en Georgia del Sur, en el océano Atlántico Sur, cuya soberanía está en disputa entre el Reino Unido el cual las administra como «Territorio Británico de Ultramar de las islas Georgias del Sur y Sandwich del Sur», y la República Argentina que las integra al Departamento Islas del Atlántico Sur, dentro de la Provincia de Tierra del Fuego, Antártida e Islas del Atlántico Sur. El monte fue identificado como "Pic" (que significa "pico") o "Pikstock" por el grupo alemán de las investigaciones del Año Polar Internacional, en 1882 y 1883. Fue escalado por primera vez en 1955 por Ian M. Brooker, de quien toma su nombre, y E. C. Webb, miembros de la expedición británica a Georgia de Sur de 1954 y 1955, dirigida por George Sutton.